# Distale Humerusfraktur
Distale Humerusfrakturen sind Brüche des unteren Endes des Oberarmknochens. Sie entstehen bei Kindern durch Stürze auf den ausgestreckten Arm und bei Erwachsenen durch Stürze auf das Ellbogengelenk.

## Vorkommen und Einteilung
Die Frakturen sind bei Erwachsenen selten und machen nur 3 % aller Knochenverletzungen und 17–30 % aller Ellenbogenverletzungen aus. Bei Kindern kommen suprakondyläre Humerusfrakturen gehäuft im Alter von 5–10 Jahren vor und machen 5 % aller kindlichen Frakturen aus, aber 80 % aller kindlichen Ellenbogenfrakturen. Ursache ist meist ein Sturz aus der Höhe beim Sport oder in der Freizeit. Der nichtdominante Arm ist häufiger betroffen. Bei Kindern ist besonders die Cubitus-varus-Fehlstellung durch unzureichende Bruchversorgung häufig, deren operative Korrektur oft schwierig und komplikationsreich ist.

## Erwachsene
Für klinische Belange reicht es völlig, metaphysäre, extraartikuläre (suprakondyläre) und intraartikuläre (perkondyläre) Bruchformen zu unterscheiden. Keine weitergehende Einteilung hat sich dauerhaft bewährt. Für die Diagnose und die Operationsplanung genügen die üblichen Röntgenaufnahmen in zwei Ebenen.

### Behandlung
Die allermeisten distalen Humerusfrakturen verlangen nach einer operativen Versorgung. Manche Frakturen der Metaphyse ließen sich vielleicht konservativ (mit Hängegips oder Sarmiento-Schalen) behandeln; der spiralige Verlauf des nahen Nervus radialis gebietet aber auch dabei Vorsicht.

#### Metaphysäre Frakturen
Brüche im unteren, metaphysären Schaftviertel des Humerus sind selten und betreffen fast nur Erwachsene. Schwierig zu versorgen sind sie, weil das untere Bruchende für retrograde Marknägel zu kurz ist und wichtige Nerven benachbart sind. Wenig bekannt, aber elegant ist die Plattenosteosynthese von medial. Der Patient liegt auf dem Rücken, der Operateur sitzt vor der Innenseite des Oberarms. Anders als der Nervus radialis kreuzt der Nervus ulnaris nicht das Operationsgebiet, sondern zieht parallel zum Schaft in den Sulcus ulnaris. Ist er freipräpariert und nach hinten weggehalten, hat man alle Freiheit zur Fragmentreposition und Osteosynthese.

#### Suprakondyläre Frakturen
Bei suprakondylären Humerusfrakturen ist die knorpelbezogene Gelenkrolle intakt, vom unteren Schaftende aber abgebrochen. Bei Erwachsenen finden sich meistens kortikale Bruchfragmente, so dass Kirschner-Drähte keine hinlängliche Sicherung des Bruchs gewährleisten. Deshalb sind Osteosynthesen mit Platten auf beiden Seiten sinnvoll. Einseitige Plattenversorgungen sind mit winkelstabilen Platten ausnahmsweise möglich, wenn wenigstens zwei Schrauben im Epikondylus untergebracht werden können.

#### Perkondyläre Frakturen
Bei Erwachsenen bedeuten perkondyläre Frakturen, dass die Trochlea humeri mit den Epikondylen nicht nur vom Schaft getrennt, sondern auch in sich, in zwei oder mehr Teile, gebrochen ist. Die operative Versorgung ist aufwändig: Der Nervus ulnaris muss freigelegt, das Olecranon durchsägt und mit dem Musculus triceps brachii hochgeklappt werden. Wie ein dreidimensionales Puzzle wird die Kondylenrolle rekonstruiert und mit Kirschner-Drähten und Kleinfragment-Lochschrauben zusammengehalten. Mit Drittelrohr- oder Rekonstruktionsplatten an beiden Seiten wird die (übungsstabile) Verbindung zum Schaft wiederhergestellt. Gut geeignet, aber teuer sind anatomisch vorgeformte winkelstabile Platten (Mayo). Das Olecranon wird mit einer Zuggurtung refixiert. In Hinblick auf die komplexe Anatomie des unteren Humerusendes sollte man sich bei der Rekonstruktion ein Humerusmodell zur Seite legen.

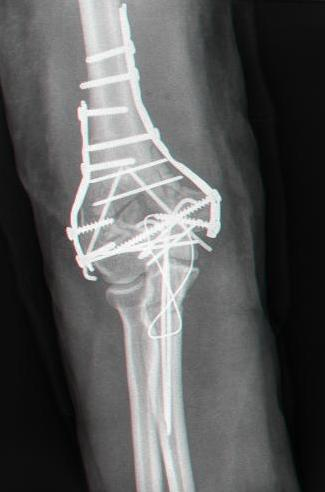
Doppelte Plattenosteosynthese
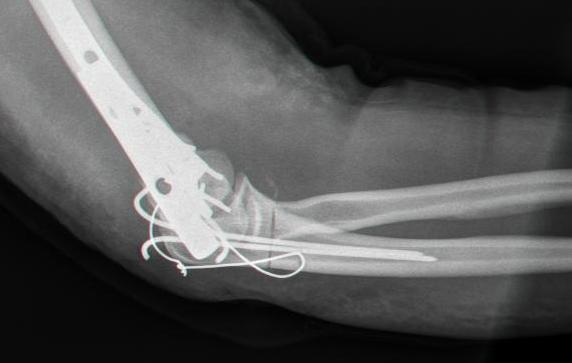
Zuggurtung des Olecranon

## Kinder
Abzugrenzen sind diakondyläre Frakturen sowie perkondyläre Frakturen im Condylus oder je nach Alter im Epicondylus radialis oder ulnaris. Verwechslungsgefahr mit den alterstypisch isoliert liegenden Knochenkernen besteht.
Die Behandlung erfolgt bei Gartland Typ I und II ohne Rotationsfehler konservativ durch Oberarmgips.
Bei allen anderen Typen operativ in Form einer geschlossenen Reposition und die Fixation mit zwei gekreuzten Kirschner-Drähten unter Bildwandler-Kontrolle. Bei den perkondylären Frakturen ist ein Epikondylus (meistens der speichenseitige) abgebrochen. Zur Fixierung genügen zwei dünne Kirschner-Drähte.
Die Fragment- und Drahtlage lässt sich besonders bei jungen Kindern nur schwer beurteilen, weil größere Skelettanteile noch nicht verknöchert, sondern knorpelig und somit strahlendurchlässig sind. Im Bedarfsfalle hilft eine Sonographie oder Magnetresonanztomographie weiter. Auch bei einem guten Repositionserfolg droht die Entwicklung einer Fehlstellung im Ellenbogengelenk (Cubitus varus), weil der betreffende Teil der Wachstumsfuge geschädigt ist.

## Narkose und Lagerung
Ellenbogennahe Humerusfrakturen sollten immer in Intubationsnarkose und Bauchlage des Patienten operiert werden.
Dabei muss der abgespreizte Oberarm auf einer strahlendurchlässigen Stütze oder einem (gepolsterten)
durchgesteckten Holzbrett gelagert werden.

## Leitlinien
- S2k-Leitlinie Intraartikuläre Frakturen des distalen Humerus im Kindesalter der Deutschen Gesellschaft für Kinderchirurgie (DGKCH). In: AWMF online (Stand 2012)